# 觉罗炳奎
觉罗炳奎，镶蓝旗人，是一名清朝政治人物。
觉罗炳奎曾于1835年接替周岱龄任松江府知府一职，1836年由杨承湛接任。